# Пигуше, Филипп
Филипп Пигуше (Philippe Pigouchet; ок. 1490—1514) — французский книгопечатник. Работал в Париже.
Пигуше был плодовитым печатником. Он начал работать, вероятно, в 1487 году, и успел выпустить около 150 инкунабул. Среди его книг есть труды по теологии, античная литература, но специализировался Пигуше по часословам. Последние были очень популярны во Франции, где давно существовала традиция богато иллюминированных часословов. Из около 400 известных инкунабульных изданий часословов 60% было напечатано в Париже.
Наиболее известен часослов, который Пигуше напечатал в 1498 году для издателя Симона Востра (Simone Vostre).
На издательской марке Пигуше изображены «дикие люди», покрытые шерстью, держащие щит с инициалами «PP».